# تومي هيرتسوغ
تومي هيرتسوغ هو مدرب شخصي سويسري، ولد في 25 مارس 1977 في سويسرا.

## وصلات خارجية
- الموقع الرسمي
- تومي هيرزوغ على موقع IBSF (الإنجليزية)